# 阿鲁巴岛

阿鲁巴岛（Aruba）是个荷蘭王國构成国阿鲁巴的岛屿，属于背风安的列斯群岛（ABC群岛）的一部分，位于小安的列斯群岛主体部分以西29（18英里）。最高点哈马诺塔山海拔高度188米，面积180平方千米。2016年估计人口112,309人，人口密度为624人每平方千米。